# Drożdżów
Drożdżów – wieś w Polsce położona w województwie świętokrzyskim, w powiecie skarżyskim, w gminie Bliżyn.
| SIMC    | Nazwa       | Rodzaj    |
| ------- | ----------- | --------- |
| 0228387 | Na Ogrodzie | część wsi |
| 0228393 | Nad Kobylą  | część wsi |
| 0228401 | Przydatki   | część wsi |
| 0228418 | Scięgno     | część wsi |

W latach 1975–1998 miejscowość administracyjnie należała do województwa kieleckiego.
Wierni Kościoła rzymskokatolickiego należą do parafii św. Ludwika w Bliżynie.